# Rodoguna de Partia

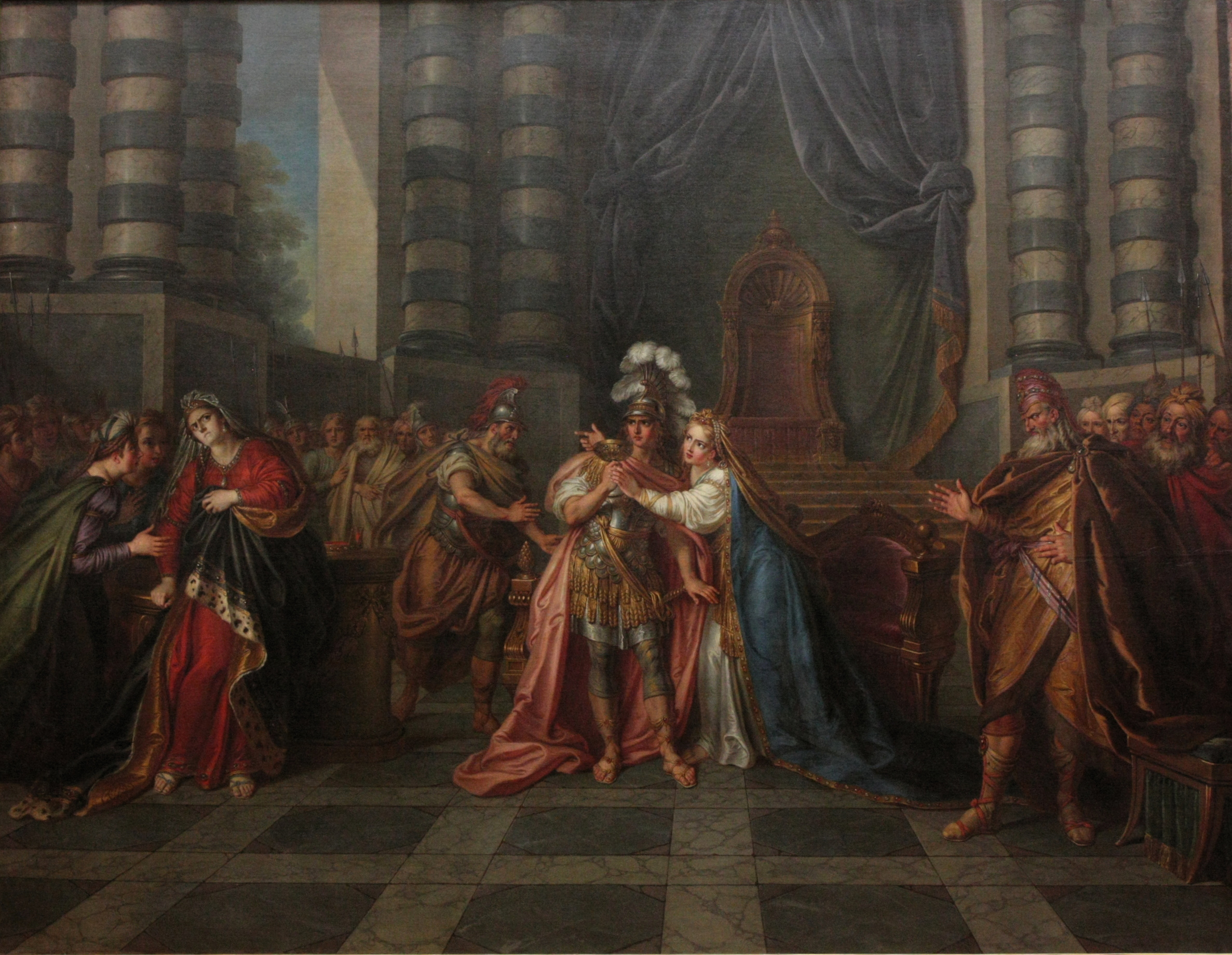
Pintura anacrónica de Rodoguna con Cleopatra II de Egipto del pintor francés del siglo XVIII Charles-Antoine Coypel. El rey seléucida Antíoco VIII Gripo está en el extremo derecho.

Rodoguna o Vardaguna de Partia (Ροδογύνη της Παρθίας) fue una princesa de los partos, hija de Mitrídates I (171-138 a. C.) y hermana de Fraates II, quien gobernó entre 138 y 127 a. C.

## Historia
Se casó en el año 138 a. C. con el rey seléucida Demetrio II Nicátor (gobernó entre 146 y 139 a. C., 129-126 a. C.). Después de darle varios hijos, se supone que fue abandonada en 131 a. C. cuando Demetrio, después de numerosos intentos fallidos de escaparse de Partia, fue devuelto a Antioquía durante la invasión de Partia por el hermano de Demetrio, Antíoco VII Evergetes. 
Durante su matrimonio, fue temporalmente un rehén en la corte parta después de una campaña infortunada.
Polieno (8.27) narra que Rodoguna, informada de una rebelión mientras preparaba un baño, hizo el voto de no bañarse o cepillarse el pelo hasta que la revuelta se neutralizara. Inmediatamente marchó a la batalla, cabalgando al frente del ejército. Tuvo éxito al dirigir la batalla, y sería representada a partir de entonces con pelo largo y despeinado debido a que cumplió su voto. 
De esta historia, la única fuente anterior a las representaciones antiguas es la de Polieno.